# Robert Kirk (folclorista)
Robert Kirk (Aberfoyle, 9 dicembre 1644 – Doon Hill, 14 maggio 1692) è stato un presbitero scozzese. Fu un ministro di culto presbiteriano, studioso ed esperto di folclore, soprattutto conosciuto per la sua opera The Secret Commonwealth, una speculazione sull'esistenza della magia e degli spiriti, sul piccolo popolo e dei loro regni fatati, e su un tipo di percezione extrasensoriale, descritta come caratteristica delle comunità delle Highlands scozzesi

### Opere di Robert Kirk
- (IT) Robert Kirk, Il regno segreto, a cura di Mario Manlio Rossi, collana Biblioteca Adelphi, 2ª ed., Milano, Adelphi, 1993  [1980], ISBN 9788845904479.
- (EN) Robert Kirk, The Secret Commonwealth: Of Elves, Fauns, and Fairies, a cura di Marina Warner, NYRB Classics, 2019, ISBN 9781681373560.